# Denise Linke

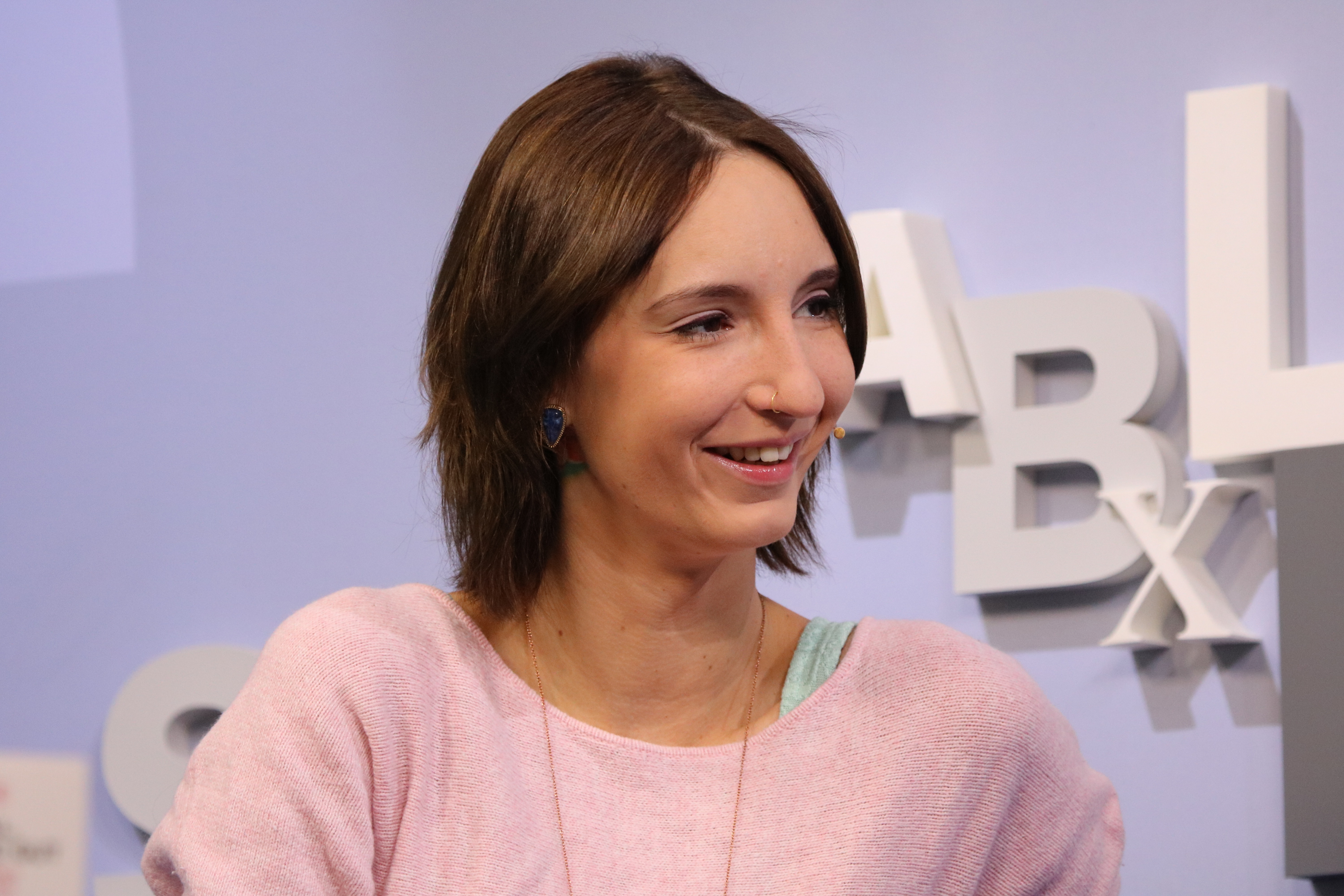
Denise Linke auf der Frankfurter Buchmesse 2015

Denise Linke (* 1989 in Elmshorn) ist eine deutsche Journalistin und Autorin.

## Leben
Als sie 12 Jahre alt war, wurde ihre Hochbegabung erkannt. Sie wechselte später wegen Schulschwierigkeiten auf eine Gesamtschule mit Inklusion.
Linke studierte in Berlin und Potsdam Politikwissenschaften und Zeitgeschichte. Sie war Hospitantin bei der Zeit und der Frankfurter Allgemeinen Zeitung, bei denen sie erste Artikel schrieb.
2011 wurde bei Linke das Asperger-Syndrom diagnostiziert, 2014 ADHS. Noch im selben Jahr gründete sie als Herausgeberin die Zeitschrift N#mmer, ein Magazin für Autisten und Menschen mit ADHS. Auf Startnext sammelte sie für die erste Ausgabe dieses Heftes, das in einer Auflage von 2500 Stück erschien, über 10.000 Euro mittels Crowdfunding. Hierfür erhielt sie 2015 den Crowd-Funding-Preis One Spark, der ein Preisgeld von 1.000 Euro beinhaltete, und im selben Jahr die Hälfte des mit insgesamt 10.000 Euro dotierten ADHS-Förderpreises des Pharmaunternehmens Shire Deutschland.  Nach der dritten Ausgabe wurde die Publikation von N#mmer eingestellt.

## Publikationen
- Chris Linke, Denise Linke: Laß mich doch mal ausreden. Szenen einer Pubertät. Ullstein Verlag, Berlin 2006, ISBN 978-3550078743.
- Inwieweit können internationale Ereignisse das Parteiensystem der BRD beeinflussen? Eine Analyse am Beispiel der Landtagserfolge von Bündnis 90/Die Grünen. GRIN Verlag, München 2011, ISBN 978-3-640-97032-2 (Seminararbeit, auch als E-Book).
- Der Zusammenhang zwischen Wahlbeteiligung und Geschlecht: Veralteter Mythos oder moderne Realität? GRIN Verlag, München 2011, ISBN 978-3-640-89916-6 (Seminararbeit).
- Nicht normal, aber das richtig gut. Mein wunderbares Leben mit Autismus und ADHS. Berlin Verlag, Berlin 2015, ISBN 978-3-8270-1278-4 (auch als E-Book).
  - Taschenbuchausgabe: Nicht normal, aber das richtig gut. Mein wunderbares Leben mit Autismus und ADHS. Piper, München 2018, ISBN  978-3-8270-1278-4 (auch als E-Book).
- Joachim Gerhard, Denise Linke: Ich hole euch zurück: Ein Vater sucht in der IS-Hölle nach seinen Söhnen. S. Fischer Verlag, Frankfurt am Main 2016, ISBN 978-3-596-29614-9 (auch als E-Book).
  - Joahims Gerhards, Denīze Linke: Es to nepieļaušu: tēvs meklē savus dēlus "Islāma valsts" ellē. Jumava, Riga 2017, ISBN 978-9934-21-009-9 (lettische Übersetzung).
- Tamika Campbell, Denise Linke: Wie die Freiheit schmeckt – Wie ich einer Sekte entkam und das Leben entdeckte. Berlin Verlag, Berlin 2020, ISBN 978-3-8270-1403-0 (auch als E-Book).